# Frédérick Rolette
Pour les articles homonymes, voir Rolette.
Frédérick Rolette né à Québec le 23 septembre 1785 et mort au même endroit le 17 mars 1831, est un officier de la Royal Navy qui servit dans la marine provinciale pendant la guerre anglo-américaine de 1812.

## Biographie
Frédérick Rolette (orthographié « Frédéric » dans son acte de naissance) est né à Québec. Il est entré dans la Royal Navy très jeune. Certains récits le font servir (et être blessé) à la bataille du Nil en 1799 et également à la bataille de Trafalgar en 1805. Cependant, il n’est pas répertorié parmi les officiers blessés au Nil ni parmi les participants britanniques à la bataille de Trafalgar. Quel que soit son rôle dans la Royal Navy, on dit qu’il est revenu au Canada et qu’il a reçu une commission de sous-lieutenant dans la marine provinciale en octobre 1807.
Juste avant le déclenchement de la guerre de 1812, Rolette est affecté à Amherstburg, dans le Haut-Canada, au grade de premier lieutenant et au commandement du brick de 10 canons HMS General Hunter. Début juillet 1812, la nouvelle du déclenchement de la guerre parvint à Amherstburg, et Rolette s’empara d’un navire américain, le Cuyahoga Packet, avant que l’équipage de ce navire ne sache que la guerre avait été déclarée. Comme le rapporte Thomas Verchères de Boucherville, Rolette s’empara du navire en conduisant une vingtaine de marins et d’Autochtones dans une longue chaloupe et des canots qui montèrent à bord du navire sans rencontrer de résistance. La capture du navire fait en sorte que les papiers de William Hull, le général chargé de diriger l’invasion américaine du Canada par la rivière Détroit, tombent entre les mains des Britanniques.
Rolette participa ensuite à la prise du fort Detroit en août 1812, où toute la force d’invasion américaine fut forcée de se rendre. À propos de son service, le commandant britannique, le major général Isaac Brock, aurait déclaré : « Je vous ai observé pendant l’action... vous vous êtes battu comme un lion et je me souviendrai de vous. Rolette était au commandement du brick HMS Detroit en octobre 1812 lorsque lui et son navire (ainsi que le brick Caledonia) ont été capturés par les Américains lors d’un raid surprise au cours duquel les défenseurs étaient largement inférieurs en nombre. Malgré la capture de son navire, Brock le qualifia de nouveau « d’officier courageux et attentif ». Rapidement échangé contre d’autres prisonniers, Rolette commande ensuite une batterie de canons de marine sur terre lors de la bataille de Frenchtown en janvier 1813. Bien que blessé à la tête, il refuse de quitter le champ de bataille,. En tant que capitaine du General Hunter en 1812-1813, il fit plus d’une douzaine de prises.
Rolette servit comme commandant en second de la goélette britannique Lady Prevost à la bataille du lac Érié le 10 septembre 1813. Lorsque le capitaine, le lieutenant James Buchan, a été mortellement blessé, il a pris le commandement jusqu’à ce qu’il soit lui-même grièvement blessé à la suite d’une explosion. Il a été forcé de se rendre avec son navire et est redevenu prisonnier de guerre, cette fois pour le reste de la guerre.
De retour à Québec à la fin de la guerre, Rolette reçoit de ses citoyens une épée d’honneur d’une valeur de cinquante guinées. Il mourut le 17 mars 1831, sans s’être jamais complètement remis de ses nombreuses blessures.

## Hommages
Le canton de Rolette, au Québec, situé sur la rive sud du fleuve Saint-Laurent, a été créé en 1868 en son honneur.
Le NCSM Frédérick Rolette (NPEA 434), un patrouilleur hauturier de la Marine royale canadienne dont la construction a commencé en mai 2021 et qui a été livré en 2024, est nommé en son honneur.